# Елин Радев
Елин Асенов Радев е български инженер и политик от ГЕРБ, кмет на община Доспат (от 2015 г.). Бил е два мандата общински съветник в Общински съвет – Доспат (2007 – 2015).

## Биография
Роден е на 4 май 1968 г. в Доспат, Народна република България. Основното си образование е завършва в СОУ „Димитър Благоев“ в Доспат, а средното в ТМТ „Крум Велков“ в Пазарджик. Висшето си образование завършва във Филиала в Пловдив на Технически университет – София, специалност „Организация и управление на машиностроителното производство“, машинен инженер. Работи като мениджър на фирмите: „Гарант 99“ ЕООД, „СЕВА 3“ ООД и „ВЕВА ГРУП“ ЕООД.

## Политическа дейност
През 2007 г. става учредител на структурата на ГЕРБ в Доспат и става председател на структурата за община Доспат. През същата година е избран за общински съветник в Общински съвет – Доспат, където изкарва два мандата. Става председател на комисията по Архитектура и Строителство към Общински съвет – Доспат, а от 2011 до 2015 г. е председател на Общински съвет – Доспат. През 2015 г. е номиниран и избран за кмет на община Доспат от ГЕРБ.

### Кмет на Доспат
По време на третото правителство на Бойко Борисов кметът получава от Министерски съвет 13 млн. лева за инфраструктурни проекти, като в края на декември 2020 г. е посетен лично от Бойко Борисов. През март 2021 г. кметът плаща 915 хил. лева за изграждането на път до собствената си вила на брега на язовир Доспат. През септември 2021 г. КПКОНПИ влиза в сградата на общината в Доспат във връзка с обществена поръчка за изграждане на водопровод и канализация, както и за реконструкция и асфалтиране на улична мрежа, на обща стойност над 1,4 млн. лв.
През март 2022 г. разследване на Би Ти Ви, по сигнал за стотици търгове на горски стопанства с предрешен резултат, доказва, че фирмата близка до кмета на Доспат – Елин Радев, е сред преобладаващите победители на описаните търгове за строителна дървесина на горското в Доспат.
През 2022 г. авария на водопровода оставя село Барутин без питейна вода. Изненадващо от бетоновия възел на фирма, свързана с кмета Елин Радев, се обаждат във ВиК, за да питат защо са спрели водоснабдяването на промишления обект. През август 2022 г. ВиК – Смолян проверява всички обекти на фирмата на съпругата на Елин Радев, с цел да установи дали те са свързани законно към водопреносната мрежа на дружеството. Преди това, през 2017 г. ВиК – Смолян извършва проверка на същите обекти, при които са установени нарушения. Проверката показва, че в продължение на 7 години базата на „Сева 3“ (собственост на съпругата на кмета) се е захранвала незаконно с питейна вода, без да плаща на общинското дружество, като в същото време ползването на питейна вода за индустриални нужди е забранено. През март 2024 г. кметът се среща с новия управител на ВиК – Смолян.
През февруари 2024 г. Владимир Делиев (който е опозиционен кандидат за кмет на местните избори през 2023 г.) е подложен на репресии от кмета Елин Радев, който издава заповед за събаряне на фургон, в който се разполага каса на EasyPay. Съдът решава в полза на общинската администрация, а кметът обявява че има готовност във всеки един момент да предприеме законно действия по премахване на обекта.
В началото на май 2024 г. кметът се появява заедно с полицаи и жандармерия, за да охраняват бутането на оградата на къщата в село Любча, в която живее 80-годишната Айше Илиазова, чийто внук Тефик Илязов е бил застъпник на ИТН на изборите. Разменят се грозни реплики и обиди, и започва физическа разправа, при която Елин Радев изпуска керемида върху главата на жена. Темата е повдигната от местните структури на ПП – ДБ и ИТН.
На 11 май 2024 г. група жители на Доспат участват на пресконференция в пресклуба на БТА в Смолян на която заявяват че в Доспат се извършват политически и икономически репресии от кмета Елин Радев.
На 14 юни 2024 г. пред къщата на Цанко Карталов (от местната структура на ПП – ДБ, бивш технически ръководител на ВиК – Доспат) се появява отряд жандармеристи и полицаи. Работници от строителна фирма влизат да събарят ограда и по-малка постройка, докато вътре в къщата все още стои възрастната му майка.
На 19 юни 2024 г. в Доспат е организиран протест срещу кмета, на когото присъстват още Ивелин Михайлов от партия „Величие“ и иподякон Атанас Стефанов (който става известен с анатемосването на Кирил Петков и защитата на Руската църква в София). Присъства също ютюбъра Любомир Жечев. По-късно от партия „Величие“ обявяват че на 11 юли 2024 г. пред Народното събрание в София организират общобългарски протест в защита на хората от Доспат.
През август 2024 г. се разпространява скандален запис с участието на Елин Радев, впоследствие е започнато разследване за корупционни практики.